# 亚当·奥斯马耶夫
亚当·奥斯马耶夫（羅馬化：Osmağjeran Adam；1981年5月2日—），車臣軍事人物，原伊奇克里亞車臣共和國武裝部隊少校。他是焦哈爾·杜達耶夫營的現任指揮官。
亚当·奥斯马耶夫出生在格羅茲尼，他的家族是一個非常有影響力的車臣人家族。其父阿斯兰别克·奥斯马耶夫（Асламбек Осмаев）是車臣國有石油企業Chechennefteprodukt的負責人，且與艾哈迈德·卡德罗夫關係密切；叔父阿明·奥斯马耶夫曾於1996年至1998年期間擔任過車臣議會主席，並兼任俄羅斯聯邦會議委員。亚当曾在莫斯科國立國際關係學院學習。1999年，赴英國白金漢大學學習經濟學。
2004年艾哈迈德·卡德罗夫遭到暗殺後，阿斯兰别克發現捲入了聯邦安全局內部的資源爭奪戰，自己處於風暴中心，拉姆贊·卡德羅夫同俄羅斯石油簽署協議，不再需要他。阿斯兰别克便同亚当在內的兒子們移居莫斯科，但他們卻與小卡德羅夫結下了梁子。
2007年5月9日，俄羅斯聯邦安全局聲稱在莫斯科阻止了一次針對車臣領導人拉姆贊·卡德羅夫的恐怖襲擊暗殺事件。亚当·奥斯马耶夫等四名車臣人被指控奉多卡·烏馬羅夫之命參與暗殺。他被拘留了三天後獲釋，隨後違反俄羅斯警方禁止出境的命令逃往英國。2007年，他被莫斯科列福尔托沃区法院缺席判處有罪，並被列入國際通緝名單。
2011年，他使用化名抵達烏克蘭敖德萨，在一家貿易公司擔任顧問。2012年初，他在敖德萨租住的公寓爆炸，造成一死一傷。由於消防人員在住宅內發現爆炸物，親俄總統亞努科維奇政府控制下的烏克蘭國家安全局隨即展開調查，並於2月逮捕了他，罪名是密謀暗殺俄羅斯總理弗拉基米尔·普京。當時普京計劃參加總統選舉，大多數俄羅斯分析人士認為這個事件是由俄羅斯捏造的，目的是為了提高普京的支持率。烏克蘭方面準備將他引渡給俄羅斯，但被歐洲人權法院阻止。
2014年，烏克蘭尊嚴革命之後，亚当·奥斯马耶夫的妻子阿明娜·奧庫耶娃要求平反。2014年11月，敖德萨的法院駁回暗殺指控，僅認定其犯有非法持有爆炸物罪和僞造證件罪。
2014年3月，由車臣移民組成的志願者組織焦哈爾·杜達耶夫營成立，在頓巴斯戰爭中協助烏克蘭軍隊。亚当·奥斯马耶夫夫妻二人都加入了該營。2015年2月，指揮官伊萨·穆纳耶夫在傑巴利采韋戰役中陣亡，由他繼任指揮官。
2017年6月1日，一位冒充法國記者的暗殺者在基輔與奥斯马耶夫夫婦見面，會見期間突然向他們開槍。夫妻二人傷勢嚴重，送往醫院搶救，幸免於難。經烏克蘭警方調查，這次暗殺可能是車臣領導人拉姆赞·卡德罗夫指使。同年10月30日，夫婦二人在基輔遭遇第二次暗殺，阿明娜·奥库耶娃不幸身亡。烏克蘭當局認為此次事件由車臣當局或俄羅斯安全部門策劃，流亡在外的原伊奇克里亚车臣共和国总理艾哈迈德·扎卡耶夫亦持此觀點。
2022年俄羅斯入侵烏克蘭期間，奥斯马耶夫率焦哈爾·杜達耶夫營繼續與俄羅斯抗爭，他呼籲烏克蘭人不要將卡德羅夫軍看作車臣人，並稱拉姆赞·卡德罗夫是俄羅斯人的傀儡。
同年11月赫爾松大反攻期間，奥斯马耶夫率領焦哈爾·杜達耶夫營協助烏軍解放赫爾松。